# Cyrix Cx486DLC

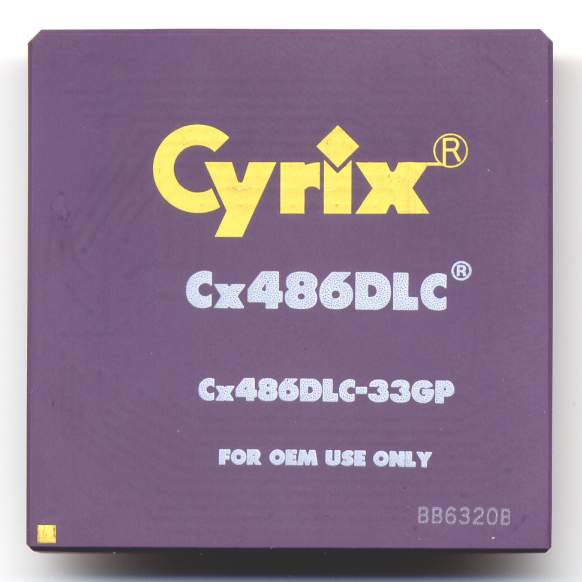
Cyrix Cx486DLC微處理器

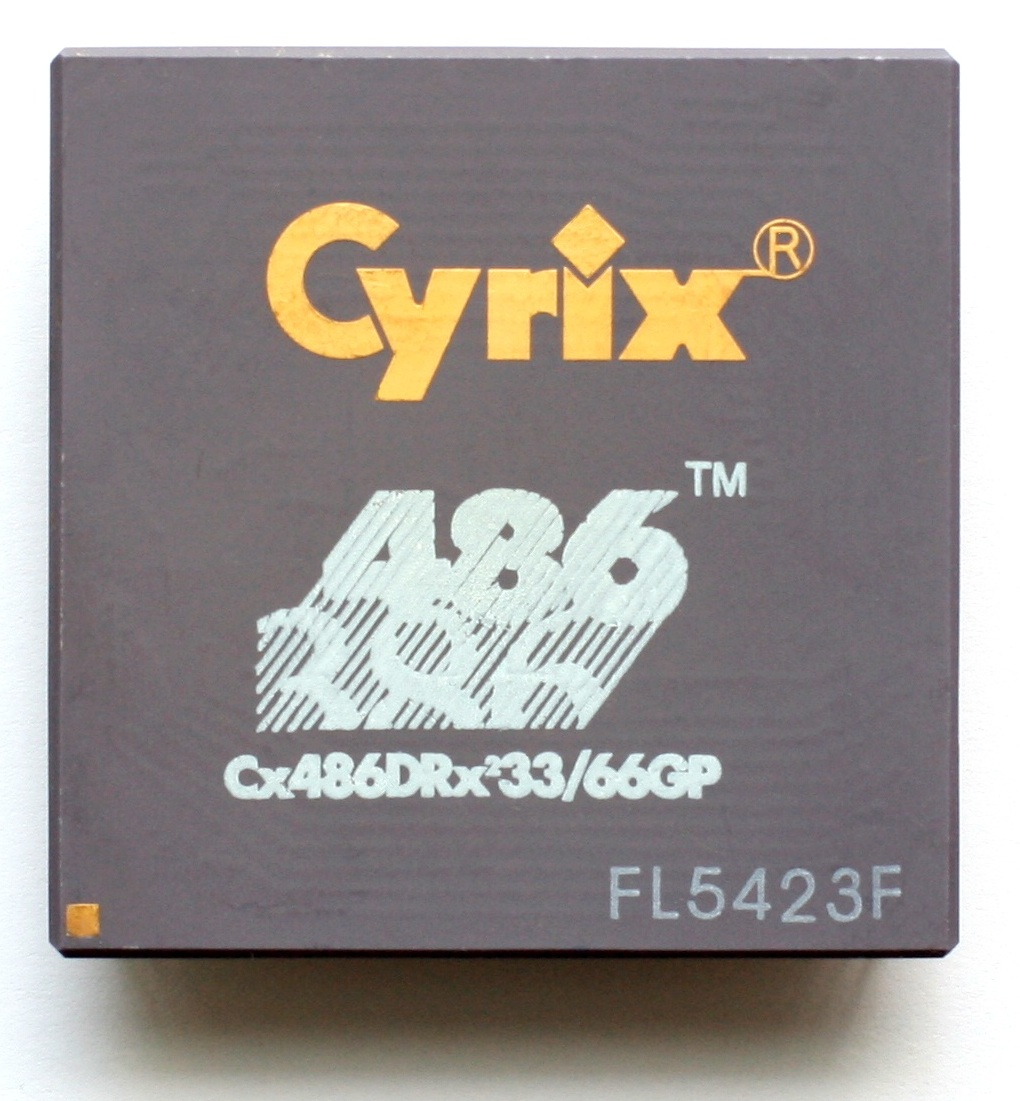
Cyrix Cx486DRx²微處理器

Cyrix Cx486DLC，是Cyrix早期的486級CPU，Cyrix希望它能够和英代爾486SX與DX競爭。爲Cyrix製造486DLC的德州儀器後來發布了它自己的版本，型号为TI-486SXL，并在新版本中將Cyrix原設計中的1KB緩存升至8KB。IBM 486DLC、486DLC2、486DLC3（也就是藍色閃電）等產品因為名稱類似所以往往與Cyrix產生混淆，但它們是基於英代爾486設計的。
於1992年6月發布的它，與後來著名的Cyrix Cx5x86同爲過渡式CPU，既容納了新處理器的功能（較英代爾80486而言），又可以插在其上一代產品386DX的插座中，並可在25、33和40MHz頻率下工作。
486DLC是一個使用486指令集並集成了1KB一級緩存版本的386DX。因它使用386DX總線（不同於它的16位孿生產品——486SLC），它是一個真正的32位元CPU。像386DX和486SX一樣，它沒有集成浮點運算單元，但又與486SX不同的是，它可以使用與英代爾386DX匹配的任何浮點運算單元。當然也有一些罕見的486SX主板，卻提供了使用387浮點運算單元的支援，這並不是處理器原生支援需藉助第三方芯片做橋。較小的一級緩存是不能使486DLC在同頻下與486SX匹敵的，但33MHz的486DLC的性能就已經十分接近25MHz的486SX，相比之下成本更加低廉，不必購置整套系統，而需將386DX更換即可。
雖然一些小型製造商在個人電腦雜誌上刊登廣告鼓吹他們基於486DLC的電腦會比使用486SX的品牌產品有多麼大的優勢，但事實上這所謂的優勢就是可以再買個廉價的浮點運算單元而已。英代爾的486SX和487實質上是兩個一樣的芯片（486DX）。只是前者屏蔽掉了浮點運算部件，而後者保留了浮點運算功能，但售價卻比387高出數百美元。
當英代爾降低了他們486產品的售價後，Cyrix發覺他們的486SLC和DLC處理器很難再搶占市場，於是於1993年發布了與486SX/DX管腳一致的產品。
486DLC並未得到大量原始設計製造商的青睞，但其低廉的價格卻滿足了部分祇想升級電腦中一部分配件的客戶群體。因爲Cyrix設計486DLC時並不是一開始就針對386升級開發的，所以並不是所有386DX主板都可以穩定使用這個CPU。鑑於此，Cyrix後來發布了針對性的產品Cx486DRx2。